# Marek Taclík
 Marek Taclík (ur. 9 maja 1973 w Uściu nad Łabą) – czeski aktor. Wystąpił w filmie Operace Silver A w reżyserii Jiří Strach.

## Wybrana filmografia
- 2003: Jedna ręka nie klaszcze
- 2004: Milenci a vrazi
- 2006: Grandhotel
- 2007: Operace Silver A
- 2008:  Kriminálka Anděl
- 2012: W cieniu
- 2015: Zagubieni

## Wybrane role teatralne

### Činoherní studio Ústí nad Labem
- 1994 – Procitnutí jara (Sup Bradatý / Diethelm)[2]
- 1994 – Děd Vševěd aneb o Plaváčkovi (uhlíř)[3]
- 2007–2012 – Strange Love (Ludvík)[4]
- 2010–2012 – 2521 (Hlas Cutise) – vystupoval ze záznamu[5][6]

### Činoherní klub
- 1997 – Zkrocení zlé ženy (Páže Bartoloměj / Vdova) – vystupoval v alternaci s Robertem Jaškówem[7]
- 2000–2005 – Návrat do pouště (Eduard, syn Matyldy) – vystupoval v alternaci s Michalem Zelenkou[8]
- 2001–2002 – Proces (Krečinskij)
- 2001–2008 – Portugálie (Farář)
- Od 2002 – Osiřelý západ (Valene Connor)
- 2002–2005 – Misantrop (Akast) – vystupoval v alternaci s Václavem Neužilem[9]
- Od 2002 – Maska a tvář (Giorgio Alamari, sochař) – vystupuje v alternaci s Vilémem Udatným, Lubošem Veselým, Matějem Dadákem a původně Filipem Čápem a také Vilémem Dubničkou[10]
- 2003–2004 – Gagarinova ulice (Eddie)
- Od 2004 – Sexuální perverze v Chicagu (Dan Shapiro)
- Od 2005 – Pan Polštář (Behanding in Spokane) (Michal)
- 2006 – Americký bizon (Bob, Donův zlodějíček)[
- 2007 – Hrdina západu (The Playboy of the Western World) (Jimmy Farrell)
- Od 2011 (předpremiéra 2010) – Ujetá ruka (Carmichael)
- Od 2011 – Glengarry Glen Ross

### Divadelní spolek Kašpar (Divadlo v Celetné)
- 1999–2003 – Lišák (Henry Grenfel)
- 2000 – Sedmispáč

### Divadlo Na Jezerce
- Od 2003 – Zahraj to znovu, Same (Dick Christie) – vystupoval v alternaci se Zdeňkem Hruškou[11]
- Od 2009 – Ženitba (Kočkarev)

### Dejvické divadlo
- Od 2000 – Oblomov (Alexej Nikolajevič Alexejev) – vystupuje v alternaci s Jiřím Macháčkem[12]
- 2003–2007 – Tramvaj do stanice Touha (maso, maso, samý maso) (Mitch)
- 2004–2007 – KFT / Sendviče reality® (Jack)
- 2005–2007 – Love Story (Pešeles)
- 2006 – Hamlet (Rosencrantz)